# Паванилья
Паванилья (итал. Pavaniglia) — поздний итальянский вариант танца павана, который изначально появился в Испании. Для паванильи характерно сочетание высоких и низких шагов со сложными вариациями и импровизацией. Также танец прекрасно ложится на одноименную мелодию Антонио де Кабецона (1550г.). 
На ранних этапах становления паванильи партии кавалера и дамы в нём исполнялись одинаково, правда женщине допускалось заменять сложные шаги простыми. Это отличало паванилью от пассомеццо, в котором оба танцора исполняли разные партии. Позднее партии кавалера и дамы в паванилье стали существенно отличаться.
В этом танце 16 частей. Пять из них повторяются с другой ноги. У Карозо этот танец - для двоих исполнителей, которые начинают рука об руку лицом к зрителям, в середине танца расходятся, и вновь сходятся в конце. Танец - в двудольном размере, с двумя половинными нотами за такт. Он, в отличие от торжественной паваны, предназначенной для процессий, очень веселый и быстрый.
Техника паванильи описана в работах итальянского хореографа Фабрицио Карозо по одной паванилье на каждую его книгу.
Во втором издании книги Лупи приведено описание паванильи, очень похожее на материалы Карозо, но дополненное 45-ю вариациями. Итальянский танцмейстер Чезаре Негри представил в своём трактате два танца под названием «паванилья» ,один из этих танцев называется Pavaniglia a la Romana , а второй - Pavaniglia al modo di Milano / Римская паванилья и Паванилья на миланский манер.